# Parasynegia nigriclavata
Parasynegia nigriclavata là một loài bướm đêm trong họ Geometridae.